# Football League Cup 1991-1992
La Football League Cup 1991-1992, conosciuta anche con il nome di Rumbelows Cup per motivi di sponsorizzazione, è stata la 32ª edizione del terzo torneo calcistico più importante del calcio inglese, la 26ª in finale unica. La manifestazione, ebbe inizio il 20 agosto 1991 e si concluse il 12 aprile 1992 con la finale di Wembley.
Il trofeo fu vinto dal Manchester United, che dopo due finali perse, al terzo tentativo, ha ottenuto il primo successo della sua storia, battendo nell'atto conclusivo il Nottingham Forest con il punteggio di 1-0.

## Formula
La Football League Cup era riservata alle 93 squadre della Football League. Il torneo era composto da scontri ad eliminazione diretta, che prevedevano nel primo e nel secondo turno, due match: regola dei gol in trasferta in caso di parità, ma solo dopo i tempi supplementari ed a seguire eventuali calci di rigore. Analogamente anche le semifinali, si disputavano con il doppio confronto di andata e di ritorno, ma a differenza di quanto accadeva nei primi due round, una parità di gol nell'aggregato anche dopo i supplementari, dava luogo all'effettuazione della partita di ripetizione (quindi niente regola dei gol fuori casa). Mentre dal terzo al quinto turno ed in finale si giocava una singola gara: se l'esito risultava un pareggio si procedeva ad una ripetizione a campi invertiti fino a quando non c'era una vincitrice (in finale invece si rigiocava sempre in campo neutro). Nell'eventualità di un pari anche nel replay si disputavano i tempi supplementari.
|                              | Squadre che entrano in questo turno                                                                     | Squadre qualificate dal turno precedente    |
| ---------------------------- | --- | ------------------------------------------- |
| Primo turno (58 squadre)     | - 23 squadre dalla Fourth Division - 24 squadre dalla Third Division - 11 squadre dalla Second Division |                                             |
| Secondo turno (64 squadre)   | - 22 squadre dalla First Division - 13 squadre dalla Second Division                                    | - 29 squadre vincitrici del primo turno     |
| Terzo turno (32 squadre)     | | - 32 squadre vincitrici del secondo turno   |
| Quarto turno (16 squadre)    | | - 16 squadre vincitrici del terzo turno     |
| Quarti di finale (8 squadre) | | - 8 squadre vincitrici del quarto turno     |
| Semifinali (4 squadre)       | | - 4 squadre vincitrici dei quarti di finale |
| Finale (2 squadre)           | | - 2 squadre vincitrici delle semifinali     |

## Primo turno
| Squadra 1        | Totale      | Squadra 2         | Andata         | Ritorno           |
| ---------------- | ----------- | ----------------- | -------------- | ----------------- |
|                  |             |                   | 20 agosto 1991 | 27 agosto 1991    |
| Barnet           | 6 - 8       | Brentford         | 5 - 5          | 1 - 3             |
| Blackburn        | 1 - 2       | Hull City         | 1 - 1          | 0 - 1             |
| Bolton           | 4 - 3       | York City         | 2 - 2          | 2 - 1             |
| Chester City     | 4 - 4 (gfc) | Lincoln City      | 1 - 0          | 3 - 4 (d.t.s.)    |
| Crewe Alexandra  | 9 - 4       | Doncaster         | 5 - 2          | 4 - 2             |
| Halifax Town     | 6 - 8       | Tranmere          | 3 - 4          | 3 - 4 (d.t.s.)    |
| Hartlepool Utd   | 3 - 2       | Bury              | 1 - 0          | 2 - 2             |
| Mansfield Town   | 2 - 7       | Blackpool         | 0 - 3          | 2 - 4             |
| Peterborough Utd | 5 - 2       | Aldershot         | 3 - 1          | 2 - 1             |
| Portsmouth       | 6 - 4       | Gillingham        | 2 - 1          | 4 - 3             |
| Rochdale         | 6 - 2       | Carlisle Utd      | 5 - 1          | 1 - 1             |
| Rotherham Utd    | 1 - 4       | Grimsby Town      | 1 - 3          | 0 - 1             |
| Shrewsbury Town  | 3 - 3 (gfc) | Plymouth          | 1 - 1          | 2 - 2 (d.t.s.)    |
| Swansea City     | 3 - 2       | Walsall           | 2 - 2          | 1 - 0             |
| Wigan            | 6 - 3       | Burnley           | 3 - 1          | 3 - 2             |
| Wrexham          | 1 - 3       | Scunthorpe Utd    | 1 - 0          | 0 - 3             |
|                  |             |                   | 20 agosto 1991 | 28 agosto 1991    |
| Darlington       | 1 - 4       | Huddersfield Town | 1 - 0          | 0 - 4             |
| Preston N.E.     | 6 - 7       | Scarborough       | 5 - 4          | 1 - 3 (d.t.s.)    |
| Stockport County | 2 - 4       | Bradford City     | 1 - 1          | 1 - 3 (d.t.s.)    |
| Swindon Town     | 4 - 2       | West Bromwich     | 2 - 0          | 2 - 2             |
| Torquay Utd      | 3 - 2       | Hereford Utd      | 2 - 0          | 1 - 2             |
| Watford          | 3 - 1       | Southend Utd      | 2 - 0          | 1 - 1             |
|                  |             |                   | 20 agosto 1991 | 10 settembre 1991 |
| Leyton Orient    | 5 - 2       | Northampton Town  | 5 - 0          | 0 - 2             |
|                  |             |                   | 21 agosto 1991 | 27 agosto 1991    |
| Cardiff City     | 4 - 6       | Bournemouth       | 3 - 2          | 1 - 4             |
| Charlton         | 5 - 3       | Fulham            | 4 - 2          | 1 - 1             |
| Exeter City      | 0 - 5       | Birmingham City   | 0 - 1          | 0 - 4             |
| Stoke City       | 3 - 1       | Chesterfield      | 1 - 0          | 2 - 1             |
|                  |             |                   | 21 agosto 1991 | 28 agosto 1991    |
| Cambridge Utd    | 4 - 0       | Reading           | 1 - 0          | 3 - 0             |
| Leicester City   | 4 - 0       | Maidstone Utd     | 3 - 0          | 1 - 0             |

## Secondo turno
| Squadra 1         | Totale      | Squadra 2         | Andata            | Ritorno        |
| ----------------- | ----------- | ----------------- | ----------------- | -------------- |
|                   |             |                   | 24 settembre 1991 | 8 ottobre 1991 |
| Blackpool         | 1 - 2       | Barnsley          | 1 - 0             | 0 - 2 (d.t.s.) |
| Everton           | 3 - 2       | Watford           | 1 - 1             | 2 - 1          |
| Hull City         | 1 - 8       | QPR               | 0 - 3             | 1 - 5          |
| Middlesbrough     | 3 - 2       | Bournemouth       | 1 - 1             | 2 - 1 (d.t.s.) |
| Scunthorpe Utd    | 0 - 3       | Leeds Utd         | 0 - 0             | 0 - 3          |
| Wigan             | 2 - 3       | Sheffield Utd     | 2 - 2             | 0 - 1          |
| Wimbledon FC      | 3 - 4       | Peterborough Utd  | 1 - 2             | 2 - 2          |
| Wolverhampton     | 7 - 4       | Shrewsbury Town   | 6 - 1             | 1 - 3          |
|                   |             |                   | 24 settembre 1991 | 9 ottobre 1991 |
| Bradford City     | 1 - 4       | West Ham Utd      | 1 - 1             | 0 - 4          |
| Brentford         | 6 - 5       | Brighton          | 4 - 1             | 2 - 4 (d.t.s.) |
| Crewe Alexandra   | 3 - 5       | Newcastle Utd     | 3 - 4             | 0 - 1          |
| Leyton Orient     | 1 - 4       | Sheffield Weds    | 0 - 0             | 1 - 4          |
| Oldham Athletic   | 9 - 1       | Torquay Utd       | 7 - 1             | 2 - 0          |
| Port Vale         | 4 - 4 (gfc) | Notts County      | 2 - 1             | 2 - 3 (d.t.s.) |
| Portsmouth        | 1 - 0       | Oxford Utd        | 0 - 0             | 1 - 0          |
| Scarborough       | 3 - 5       | Southampton       | 1 - 3             | 2 - 2          |
| Sunderland        | 1 - 6       | Huddersfield Town | 1 - 2             | 0 - 4          |
|                   |             |                   | 25 settembre 1991 | 8 ottobre 1991 |
| Bristol Rovers    | 5 - 5 (gfc) | Bristol City      | 1 - 3             | 4 - 2 (d.t.s.) |
| Chelsea           | 2 - 4       | Tranmere          | 1 - 1             | 1 - 3 (d.t.s.) |
| Coventry City     | 4 - 1       | Rochdale          | 4 - 0             | 0 - 1          |
| Derby County      | 2 - 0       | Ipswich Town      | 0 - 0             | 2 - 0          |
| Hartlepool Utd    | 2 - 7       | Crystal Palace    | 1 - 1             | 1 - 6          |
| Leicester City    | 1 - 3       | Arsenal           | 1 - 1             | 0 - 2          |
| Luton Town        | 4 - 5       | Birmingham City   | 2 - 2             | 2 - 3          |
| Manchester City   | 6 - 1       | Chester City      | 3 - 1             | 3 - 0          |
| Millwall          | 3 - 5       | Swindon Town      | 2 - 2             | 1 - 3          |
| Nottingham Forest | 9 - 2       | Bolton            | 4 - 0             | 5 - 2          |
|                   |             |                   | 25 settembre 1991 | 9 ottobre 1991 |
| Charlton          | 0 - 5       | Norwich City      | 0 - 2             | 0 - 3          |
| Grimsby Town      | 1 - 1 (gfc) | Aston Villa       | 0 - 0             | 1 - 1 (d.t.s.) |
| Liverpool         | 5 - 4       | Stoke City        | 2 - 2             | 3 - 2          |
| Manchester Utd    | 4 - 1       | Cambridge Utd     | 3 - 0             | 1 - 1          |
| Swansea City      | 2 - 5       | Tottenham         | 1 - 0             | 1 - 5          |

## Terzo turno
| Squadra 1         | Risultato | Squadra 2      |
| ----------------- | --------- | -------------- |
| 29 ottobre 1991   |           |                |
| Birmingham City   | 1 - 1     | Crystal Palace |
| Grimsby Town      | 0 - 3     | Tottenham      |
| Huddersfield Town | 1 - 4     | Swindon Town   |
| Leeds Utd         | 3 - 1     | Tranmere       |
| Liverpool         | 2 - 2     | Port Vale      |
| Manchester City   | 0 - 0     | QPR            |
| Middlesbrough     | 1 - 0     | Barnsley       |
| Oldham Athletic   | 2 - 1     | Derby County   |
| Peterborough Utd  | 1 - 0     | Newcastle Utd  |
| Sheffield Utd     | 0 - 2     | West Ham Utd   |
| 30 ottobre 1991   |           |                |
| Coventry City     | 1 - 0     | Arsenal        |
| Everton           | 4 - 1     | Wolverhampton  |
| Manchester Utd    | 3 - 1     | Portsmouth     |
| Norwich City      | 4 - 1     | Brentford      |
| Nottingham Forest | 2 - 0     | Bristol Rovers |
| Sheffield Weds    | 1 - 1     | Southampton    |

### Replay
| Squadra 1        | Risultato      | Squadra 2       |
| ---------------- | -------------- | --------------- |
| 19 novembre 1991 |                |                 |
| Crystal Palace   | 1 - 1 (d.t.s.) | Birmingham City |
| 20 novembre 1991 |                |                 |
| Port Vale        | 1 - 4          | Liverpool       |
| QPR              | 1 - 3          | Manchester City |
| Southampton      | 1 - 0          | Sheffield Weds  |

### Secondo replay
| Squadra 1       | Risultato | Squadra 2       |
| --------------- | --------- | --------------- |
| 3 dicembre 1991 |           |                 |
| Crystal Palace  | 2 - 1     | Birmingham City |

## Quarto turno
| Squadra 1         | Risultato | Squadra 2       |
| ----------------- | --------- | --------------- |
| 3 dicembre 1991   |           |                 |
| Middlesbrough     | 2 - 1     | Manchester City |
| Peterborough Utd  | 1 - 0     | Liverpool       |
| 4 dicembre 1991   |           |                 |
| Coventry City     | 1 - 2     | Tottenham       |
| Everton           | 1 - 4     | Leeds Utd       |
| Manchester Utd    | 2 - 0     | Oldham Athletic |
| Norwich City      | 2 - 1     | West Ham Utd    |
| Nottingham Forest | 0 - 0     | Southampton     |
| 17 dicembre 1991  |           |                 |
| Swindon Town      | 0 - 1     | Crystal Palace  |

### Replay
| Squadra 1        | Risultato | Squadra 2         |
| ---------------- | --------- | ----------------- |
| 17 dicembre 1991 |           |                   |
| Southampton      | 0 - 1     | Nottingham Forest |

## Quarti di finale
| Squadra 1         | Risultato | Squadra 2      |
| ----------------- | --------- | -------------- |
| 8 gennaio 1992    |           |                |
| Peterborough Utd  | 0 - 0     | Middlesbrough  |
| Leeds Utd         | 1 - 3     | Manchester Utd |
| Tottenham         | 2 - 1     | Norwich City   |
| 5 febbraio 1992   |           |                |
| Nottingham Forest | 4 - 2     | Crystal Palace |

### Replay
| Squadra 1        | Risultato | Squadra 2        |
| ---------------- | --------- | ---------------- |
| 12 febbraio 1992 |           |                  |
| Middlesbrough    | 1 - 0     | Peterborough Utd |

## Semifinali
| Squadra 1         | Totale | Squadra 2      | Andata          | Ritorno        |
| ----------------- | ------ | -------------- | --------------- | -------------- |
|                   |        |                | 9 febbraio 1992 | 1 marzo 1992   |
| Nottingham Forest | 3 - 2  | Tottenham      | 1 - 1           | 2 - 1 (d.t.s.) |
|                   |        |                | 4 marzo 1992    | 11 marzo 1992  |
| Middlesbrough     | 1 - 2  | Manchester Utd | 0 - 0           | 1 - 2 (d.t.s.) |

## Finale
| Arbitro: | George Courtney |

|             |           |  |
| McClair 14’ | Marcatori |  |

| Manchester United | Nottingham Forest |

| MANCHESTER UNITED |    |                    |     |
|                   |    |                    |     |
| P                 | 1  | Peter Schmeichel   |     |
| D                 | 2  | Paul Parker        |     |
| D                 | 3  | Denis Irwin        |     |
| D                 | 4  | Steve Bruce (C)    |     |
| C                 | 5  | Mike Phelan        |     |
| D                 | 6  | Gary Pallister     |     |
| C                 | 7  | Andrei Kanchelskis | 75’ |
| C                 | 8  | Paul Ince          |     |
| A                 | 9  | Brian McClair      |     |
| A                 | 10 | Mark Hughes        |     |
| C                 | 11 | Ryan Giggs         |     |
| A disposizione:   |    |                    |     |
| C                 | 12 | Neil Webb          |     |
| C                 | 14 | Lee Sharpe         | 75’ |
| Manager:          |    |                    |     |
| Alex Ferguson     |    |                    |     |

| NOTTINGHAM FOREST |    |                  |     |
|                   |    |                  |     |
| P                 | 1  | Andy Marriott    |     |
| D                 | 2  | Gary Charles     | 23’ |
| D                 | 3  | Brett Williams   |     |
| D                 | 4  | Des Walker (C)   |     |
| D                 | 5  | Darren Wassall   |     |
| C                 | 6  | Roy Keane        |     |
| C                 | 7  | Gary Crosby      |     |
| C                 | 8  | Scot Gemmill     |     |
| A                 | 9  | Nigel Clough     |     |
| A                 | 10 | Teddy Sheringham |     |
| C                 | 11 | Kingsley Black   |     |
| A disposizione:   |    |                  |     |
| D                 | 12 | Brian Laws       | 23’ |
| A                 | 14 | Lee Glover       |     |
| Manager:          |    |                  |     |
| Brian Clough      |    |                  |     |